# Julepe de menta
El julepe de menta (también conocido por su nombre en inglés, mint julep /mɪnt.ˈdʒu.lɪp/) es un cóctel alcohólico típico del sur de Estados Unidos.

## Preparación

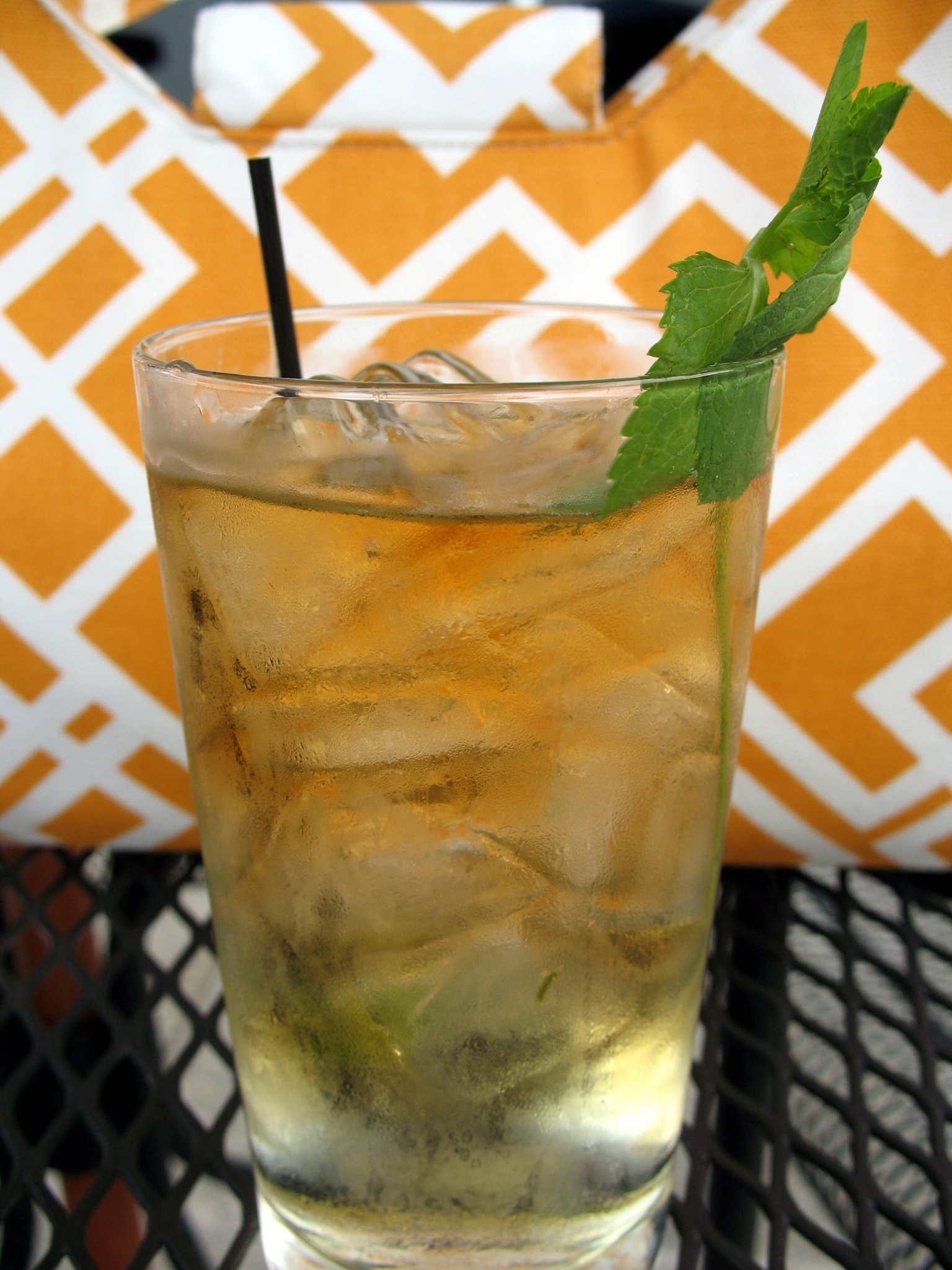
Julepe de menta

El licor de menta se hace tradicionalmente con cuatro ingredientes: menta, bourbon, azúcar y agua. Tradicionalmente, se emplea menta verde (hierbabuena) en los estados sureños, especialmente en Kentucky. En el uso de azúcar y menta se parece al mojito. Al preparar el julepe de menta, se usa un ramillete de menta fresca principalmente como adorno, para introducir el sabor y el aroma por la nariz. Si se usan hojas de menta en la preparación, deben ser machacada muy levemente, como mucho. 
La adecuada preparación de este cóctel se discute con frecuencia, pues la receta puede cambiar considerablemente de un bartender a otro:  en una de ellas, el julepe de menta puede considerarse un miembro lejano de la familia de bebidas llamada smashes (del que el smash de brandy y el mojito son otros ejemplos), en la que la menta fresca y otros ingredientes se revuelven o aplastan en la preparación para dar sabor a la bebida resultante. Este proceso también libera aceites esenciales y jugos en la mezcla, intensificando el sabor de los ingredientes.
Tradicionalmente los julepes de menta se suelen servir en copas de plata o peltre que se sostienen solo por la base y los bordes superiores, lo que permite que se forme escarcha fuera de la copa. La forma tradicional de colocar la mano puede haber surgido como forma de reducir el calor transferido de la mano a la copa. Actualmente los julepes de menta se sirven mayoritariamente en vasos tumblers, Collins o highball, con pajita.

## Historia
Los orígenes del julepe de menta son difusos y pueden no llegar a conocerse nunca. Su primera aparición en un medio escrito se dio en un libro de John Davis publicado en Londres en 1803, donde era descrito como «una copita de licor espiritoso que lleva menta dentro, tomada por los habitantes de Virginia por la mañana». Sin embargo, Davis no especificó si el bourbon era el licor usado. El julepe de menta surgió en el sur de los Estados Unidos, probablemente durante el siglo XVIII. El senador de Kentucky Henry Clay llevó la bebida a Washington D. C., al Round Robin Bar del famoso Hotel Willard, durante su estancia en la ciudad. El término «julepe» suele usarse para una bebida dulce, particularmente la usada como vehículo para un medicamento, derivando del árabe ḡul[l]āb, y éste del persa gol āb, ‘agua de rosas’.
Los estadounidenses no solo tomaban julepes a base de bourbon en el siglo XIX, sino también otros hechos a base de ginebra. Sin embargo, recientemente los elaborados a partir de bourbon han eclipsado a estos.
Como referencia cinematográfica se puede indicar que en la película "Goldfinger", de 1964, de la saga de 007, el villano Auric Goldfinger ofrece y comparte un julepe con James Bond. También aparece referenciado por el Dr. Leonard McCoy en la serie original de Star Trek, capítulo 25 de la primera temporada, "Esa cara del Paraíso", dónde recuerda, y luego prepara, un julepe de menta fría al estilo de Georgia. También se hace mención de la bebida dentro de la miniserie "The People v. O. J. Simpson: American Crime Story" en el Capítulo T1:E9 "Maná del Cielo". Los abogados defensores de O.J. Simpson viajan a Carolina del Norte, para solicitar pruebas que apoyen el caso. Y afuera del tribunal el abogado F. Lee Bailey (Nathan Lane) le comenta al abogado Johnnie Cochran (Couryney B. Vance). —Sr. Cochran, vea bien dónde está parado. Estamos en el Sur. ¿No ha notado ese olor a julepe de menta y el desdén en el aire.

## Variantes
- Kremlin Colonel: con vodka en lugar de bourbon, distinguiéndolo el sabor a menta fresca del stinger de vodka parecido que usa crema de menta.